# امپس
امپس (به انگلیسی: The Amps) یک گروه موسیقی آلترنیتیو-ایندی راک اهل ایالات متحده بود. این گروه در سال ۱۹۹۵ توسط کیم دیل، پس از اینکه گروه سابقش، د بریدرز به تعطیلات رفت و دچار وقفه شد، تشکیل شد. اعضای این گروه عبارت بودن از دیل در نقش نوازنده گیتار و خواننده اصلی، لویس لرما در نقش نوازنده گیتار بیس، نیت فارلی در نقش نوازنده گیتار و جیم مک‌فرسون در نقش نوازنده درامز (که درامر گروه بریدرز هم بود). خواهر دیل، Kelley Deal هم مدت کمی با گروه همکاری کرد، اما به سبب مشکلاتی مرتبط با اعتیاد، مجبور به ترک گروه شد.